# Joseph Arthur Marcotte
Pour l’article homonyme, voir Marcotte.
Ne doit pas être confondu avec François Arthur Marcotte.
Joseph Arthur Marcotte, né le 8 mars 1873 au Sault-au-Récollet à Montréal et mort le 18 août 1958, est un avocat et une personnalité politique canadienne, sénateur de la province de la Saskatchewan de 1931 à 1958 au Sénat du Canada à Ottawa.

## Biographie
Joseph Arthur Marcotte était le fils de Hormisdas Marcotte et de Célina Beauchamp. Il fit ses études au Séminaire de Sainte-Thérèse puis à l'Université de Montréal. En 1894, il se marie avec Hermine Germain. De 1896 à 1904, Arthur Marcotte fut le secrétaire de Guillaume-Alphonse Nantel, ministre des Terres de la Couronne au Parlement de Québec et devint comptable. 
Amateur de billard, il devient champion du Canada en 1901 et représente son pays lors du championnat mondial de billard à New York. En 1904, il fonde l'Académie de billard de Montréal.
En 1910, il part avec son épouse s'installer dans la province de la Saskatchewan. En tant qu'avocat, il est admis comme membre du barreau de Regina. En 1926, il fut élu bâtonnier du district de Gravelbourg. Il a été réélu comme tel en 1927, 1928 et 1929.
Le 6 juillet 1931, il devint sénateur de la division sénatoriale de la région francophone de Ponteix comme représentant fransaskois du Parti libéral-conservateur. Il conserva son siège de sénateur à Ottawa jusqu'à sa mort survenue le 18 août 1958.
Joseph Arthur Marcotte était président de l'Association des professionnels canadiens-français de la Saskatchewan et vice-président de l'Association Franco-canadienne. Il était également Chevalier de Colomb et grand Chevalier au Conseil de Ponteix. Enfin il dirigea la chorale de Ponteix qu'il avait créée.